# Chồn sương chân đen
Chồn sương chân đen (danh pháp khoa học: Mustela nigripes) là một loài động vật có vú trong họ Chồn, bộ Ăn thịt. Loài này được Audubon & Bachman mô tả năm 1851.

## Phân bố
Trong lịch sử, chồn sương chân đen được tìm thấy trên khắp Great Plains, các lưu vực núi và đồng cỏ bán sơn địa ở tây-trung Bắc Mỹ, từ nam Canada đến bắc Mexico ở bất kỳ đâu có con mồi của nó, cầy thảo nguyên. Loài này đã bị tuyệt chủng khỏi hầu hết phạm vi trước đây do chương trình kiểm soát cầy thảo nguyên và bệnh dịch hạch cộng sinh - một căn bệnh kỳ lạ đã được đưa vào quần thể hoang dã. Sau 17-22 nỗ lực tái thiết lập quần thể nhưng chỉ có 4 là có thể tự duy trì, tất cả đều nằm ở Nam Dakota, Wyoming và Arizona với tổng diện tích là hơn 500 km². Loài chồn sương chân đen sinh sống ở độ cao từ 500 đến 3.100 Mét.

## Dân số
Loài chồn sương chân đen từng đứng cận kề với sự tuyệt chủng vào năm 1980 và hiện tại các quần thể của loài này tồn tại là do sự tái thiết lập quần thể ở khu vực sinh sống bản địa của chúng. Nhờ nuôi nhốt thành công mà khoảng vài trăm cá thể đã được sinh ra trong môi trường nuôi nhốt và 500 cá thể (trong đó có 206 cá thể trưởng thành) đã được thả ra tự nhiên. Việc tái thả một nhóm nhỏ vào năm 1991 vào lưu vực Shirley của Wyoming. Vào mùa xuân năm 2008, có khoảng 500 con trưởng thành sinh sản trong tự nhiên, ít hơn 250 con trong số đó đã được sinh ra trong tự nhiên. Ước tính số lượng con trưởng thành sinh sản đã tăng lên 448 con vào năm 2009, nhưng đã giảm xuống 274 con vào năm 2012 và tương tự vào năm 2015, ở mức 295 con. Mức suy giảm dân số ước tính tổng thể từ năm 2008 đến năm 2015 là khoảng 40%. Trong số này, 206 cá thể trưởng thành xuất hiện trong các quần thể sống tự do tự và tự duy trì. Những ước tính dân số tối thiểu này xảy ra vào mùa xuân.

## Bảo tồn
Từ khi loài này bị đe dọa và trở thành 1 loài nguy cấp thì 1 chương trình nhân giống đã được khởi xướng bởi Cục Cá và Trò chơi Wyoming phối hợp với Cơ quan Cá và Động vật hoang dã Hoa Kỳ. 18 cá thể chồn sương chân đen được bắt từ năm 1985 đến năm 1987. từ quần thể được biết đến cuối cùng, ở Wyoming, để bắt đầu một quần thể sinh sản nuôi nhốt với mục đích là tái sinh sản và gia tăng số lượng. Sau khi sinh sản thành công, tính đến năm 2008, đã có sáu cơ sở (một cơ sở liên bang và năm vườn thú) tham gia vào chương trình nhân giống dưới sự giám sát của Cơ quan Cá và Động vật Hoang dã Hoa Kỳ. Năm 1991, chồn sương chân đen được giới thiệu trở lại tại các địa điểm ở 8 bang miền Tây Hoa Kỳ (Montana, Nam Dakota, Wyoming, Colorado, Utah , Arizona, Kansas và New Mexico), một địa điểm ở Mexico và một địa điểm ở Canada. Loài này được liệt kê trong Phụ lục I của Công ước CITES và được liệt kê theo Đạo luật về các loài nguy cấp của Hoa Kỳ.

## Đe dọa
Sự phụ thuộc quá lớn của Chồn sương chân đen vào chó đồng cỏ Cynomys khiến nó đặc biệt dễ bị tuyệt chủng vì con mồi của nó đã bị khủng bố làm dịch hại nông nghiệp trong hầu hết thế kỷ 20. Do phụ thuộc quá lớn của Chồn chân đen vào chó đồng cỏ Cynomys nên các quần thể suy giảm nghiêm trọng và sự lây nhiễm từ bệnh dịch hạch cộng sinh cũng khiến cho chúng suy giảm theo. Các quần thể Chồn sương chân đen đã suy giảm trong suốt thế kỷ 20 và gần như tuyệt chủng vào cuối những năm 1970 khiến cho chúng sụt giảm số lượng ít hơn 100 cá thể và chỉ sinh sống ở gần Meeteetse, ở tây bắc Wyoming, nhưng quần thể đó đã bị tiêu diệt bởi loài chó và bệnh dịch vào năm 1985. Một mối đe dọa lớn khác là mất môi trường sống do chuyển đổi đồng cỏ sang mục đích sử dụng nông nghiệp; môi trường sống còn lại hiện đang bị chia cắt bởi sự mở rộng lớn của đất trồng trọt và sự phát triển của con người. Sự suy giảm di truyền và sự gia tăng giao phối cận huyết, suy nhược giao phối cận huyết, bao gồm rối loạn chức năng hệ thống miễn dịch và giảm khả năng sinh sản thành công.

## Hình ảnh

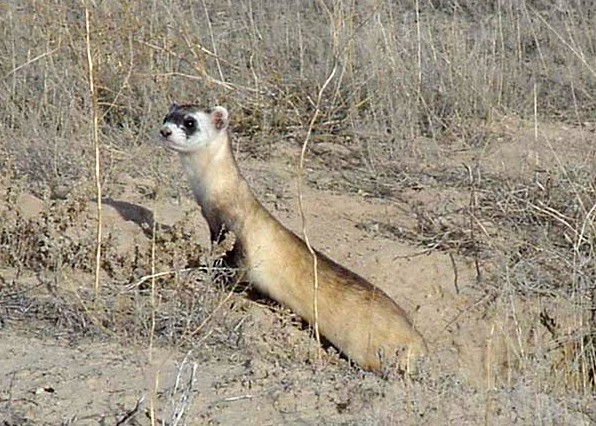
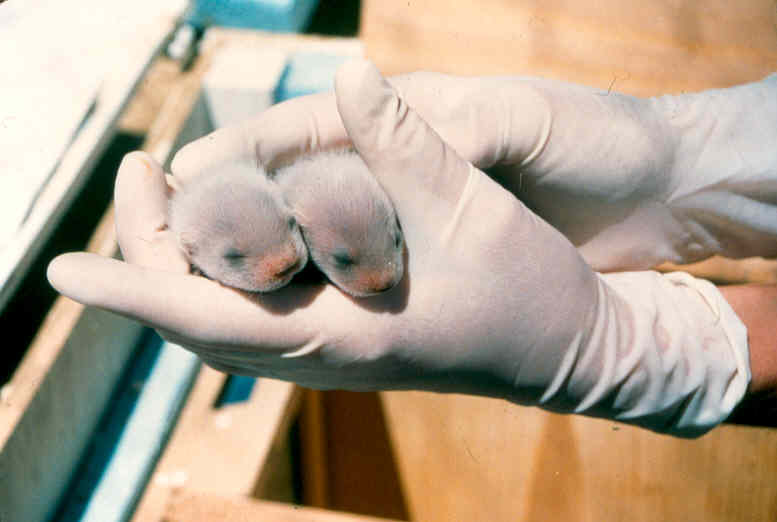
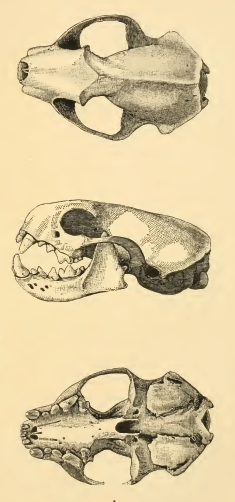
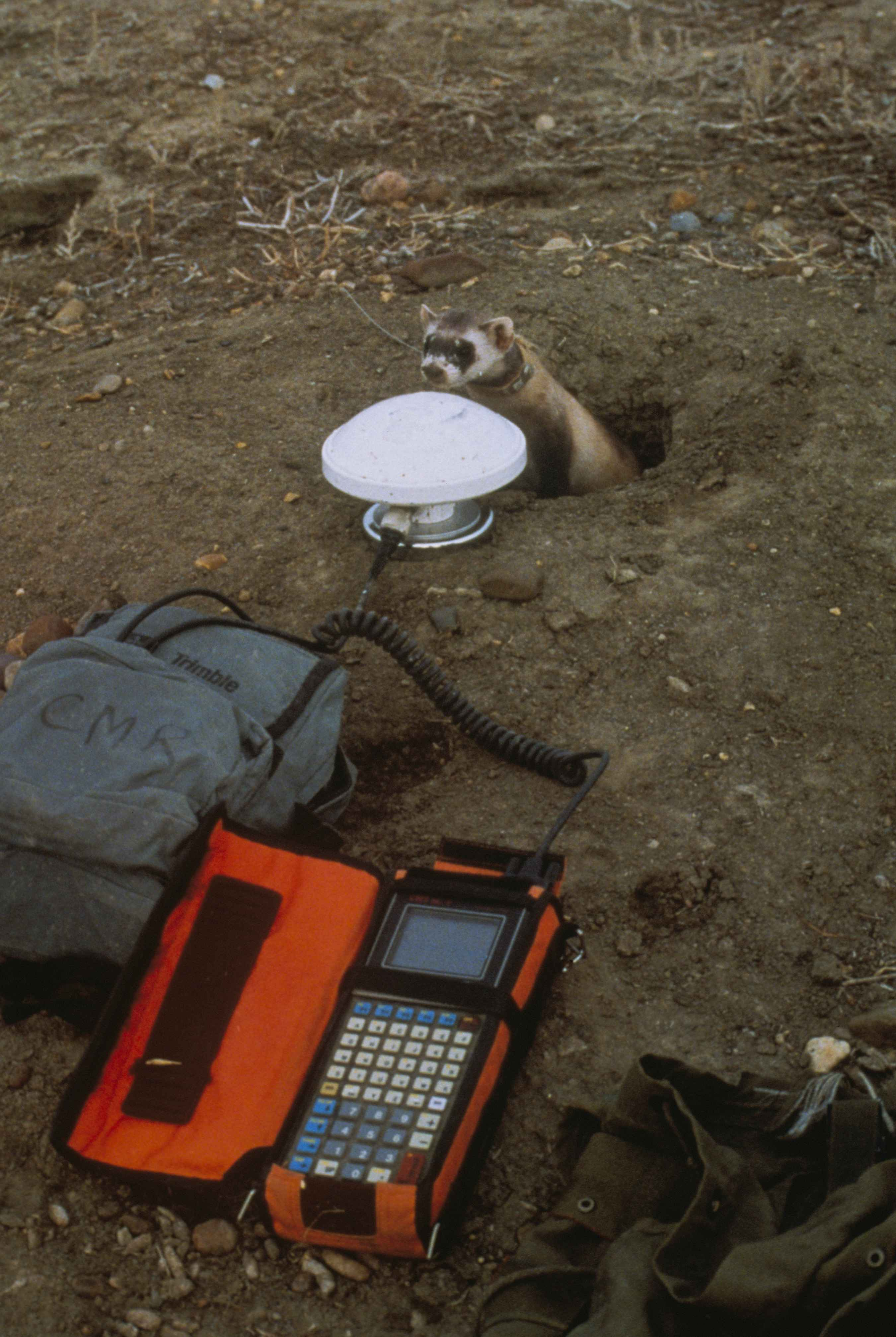